# Momisis longzhouensis
Momisis longzhouensis es una especie de escarabajo longicornio del género Momisis, tribu Astathini, subfamilia Lamiinae. Fue descrita científicamente por Hua en 1982.
La especie se mantiene activa durante el mes de mayo.

## Descripción
Mide 12-13,5 milímetros de longitud.

## Distribución
Se distribuye por China.